# De Hoefaert

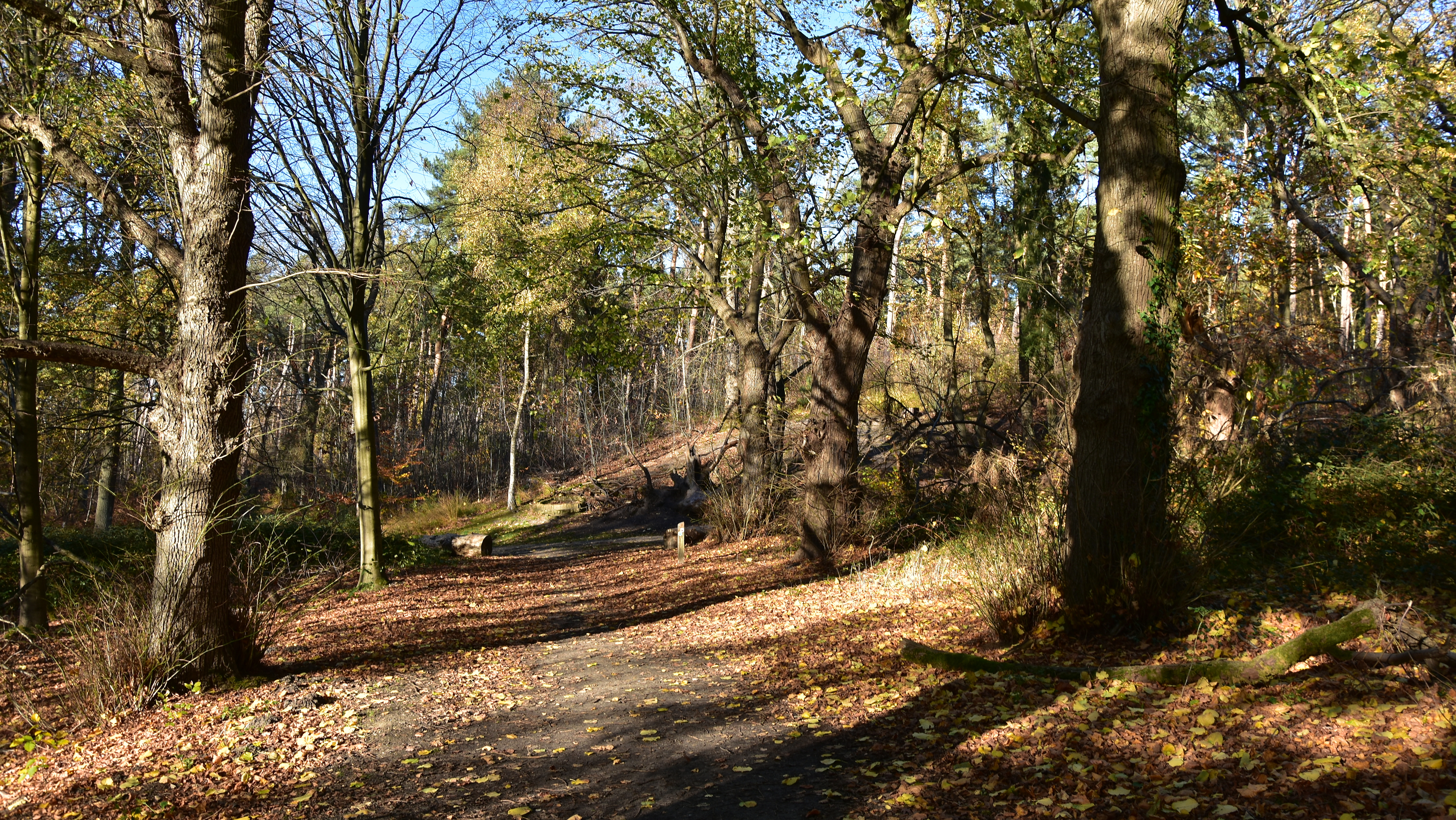
De Hoefaert

De Hoefaert is een 60 hectare groot natuurgebied op de grens van de Belgisch Limburgse gemeenten Bilzen, Lanaken en Zutendaal. Het vormt een uitloper van het Nationaal Park Hoge Kempen. Het gebied is Europees beschermd als onderdeel van Natura 2000-gebied 'Overgang Kempen-Haspengouw' (habitatrichtlijngebied BE2200042).
31 ha van het gebied wordt beheerd door natuurvereniging Orchis vzw waarvan een belangrijk gedeelte een Erkend Natuurreservaat is.
Geografisch ligt het op de steilrand tussen het Kempens plateau (100m) en Vochtig-Haspengouw (60m). Het bovenste gedeelte van deze helling is vrij steil. Daardoor is er ook nogal wat reliëf in het gebied met beken die van het Kempens Plateau afstromen naar het lagere deel met daarin meerdere vijvers.
Door zijn ligging in een overgangsgebied van de Kempen naar Haspengouw verbindt het twee verschillende landschapstypen en bevat afwisselend naaldbossen, loof- en gemengde bossen, hooi- en weilanden en vijver- en moerasgebieden.
Ten westen van De Hoefaert loopt het Albertkanaal.

## Galerij

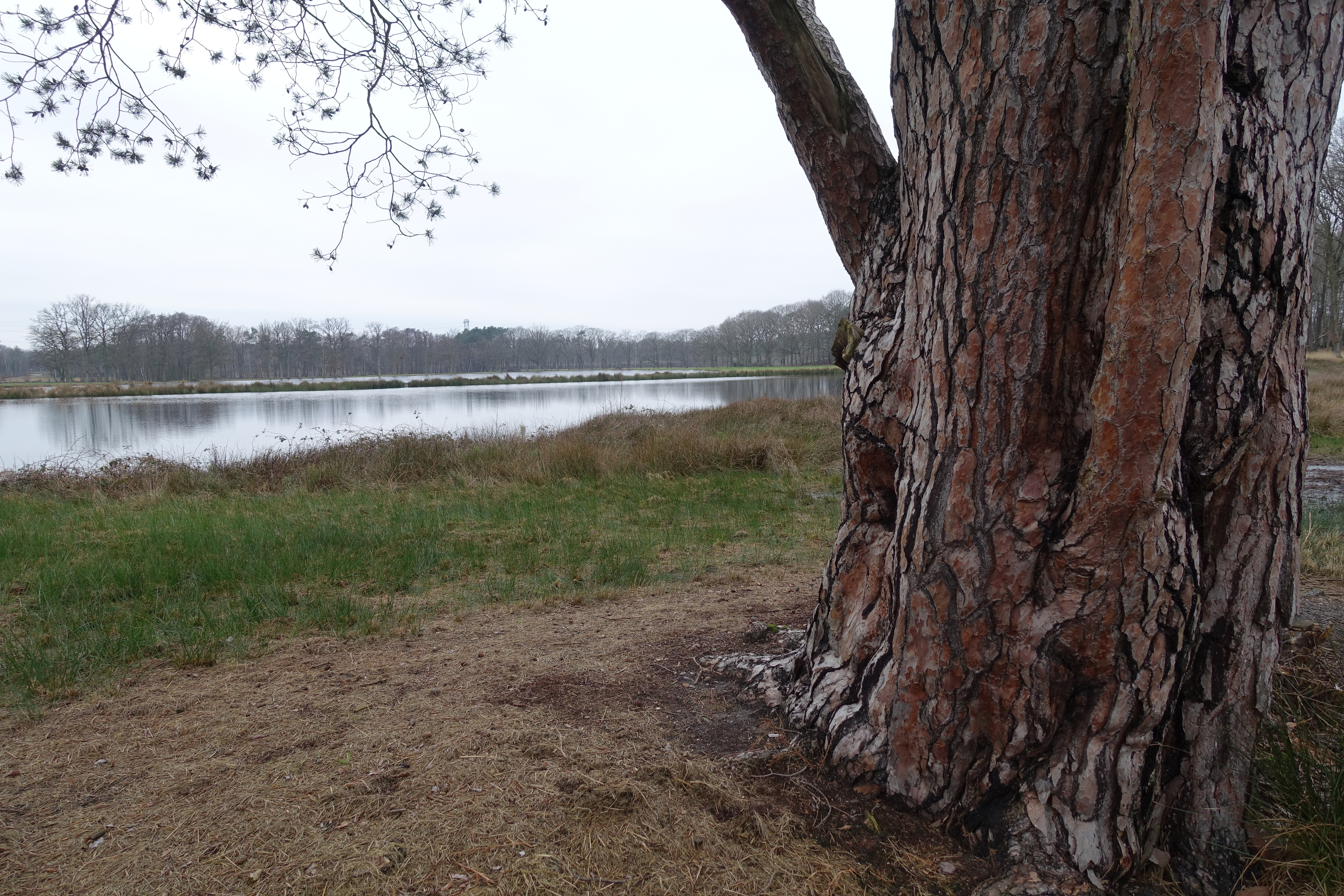
Cascadevijvers Stevoorden-Hoefaert
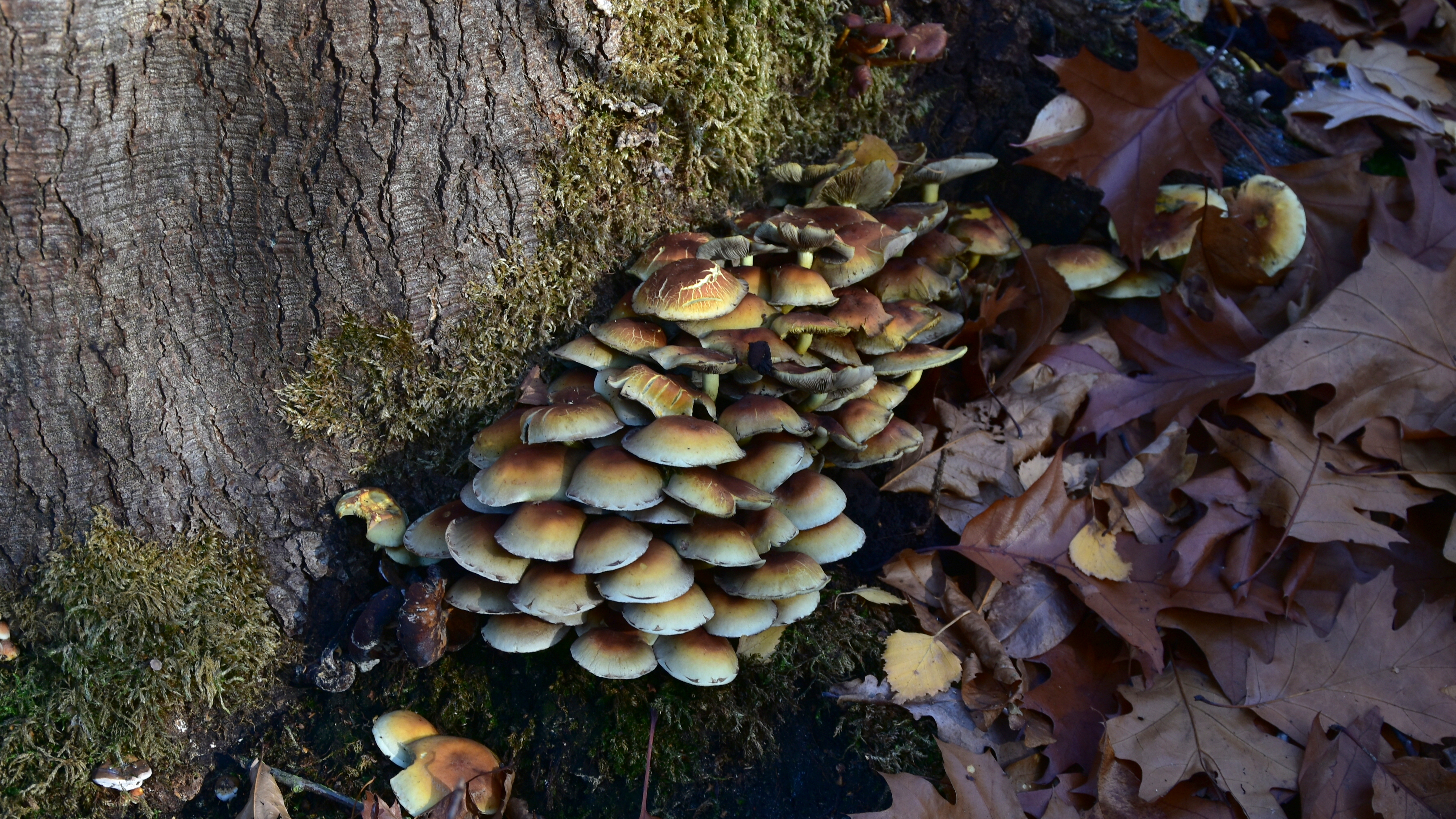
Gewone zwavelkop op de Hoefaert
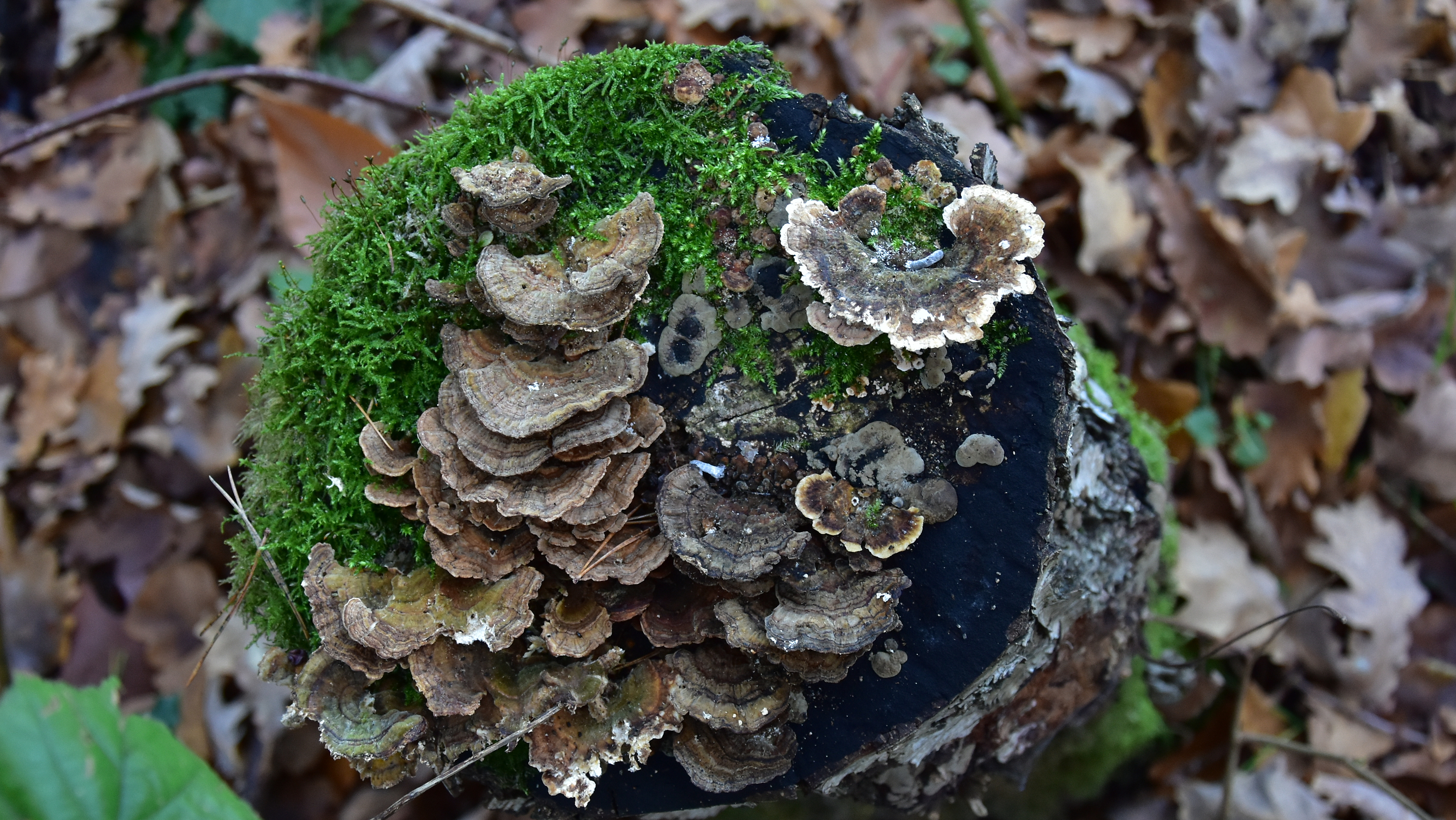
Gewoon elfenbankje
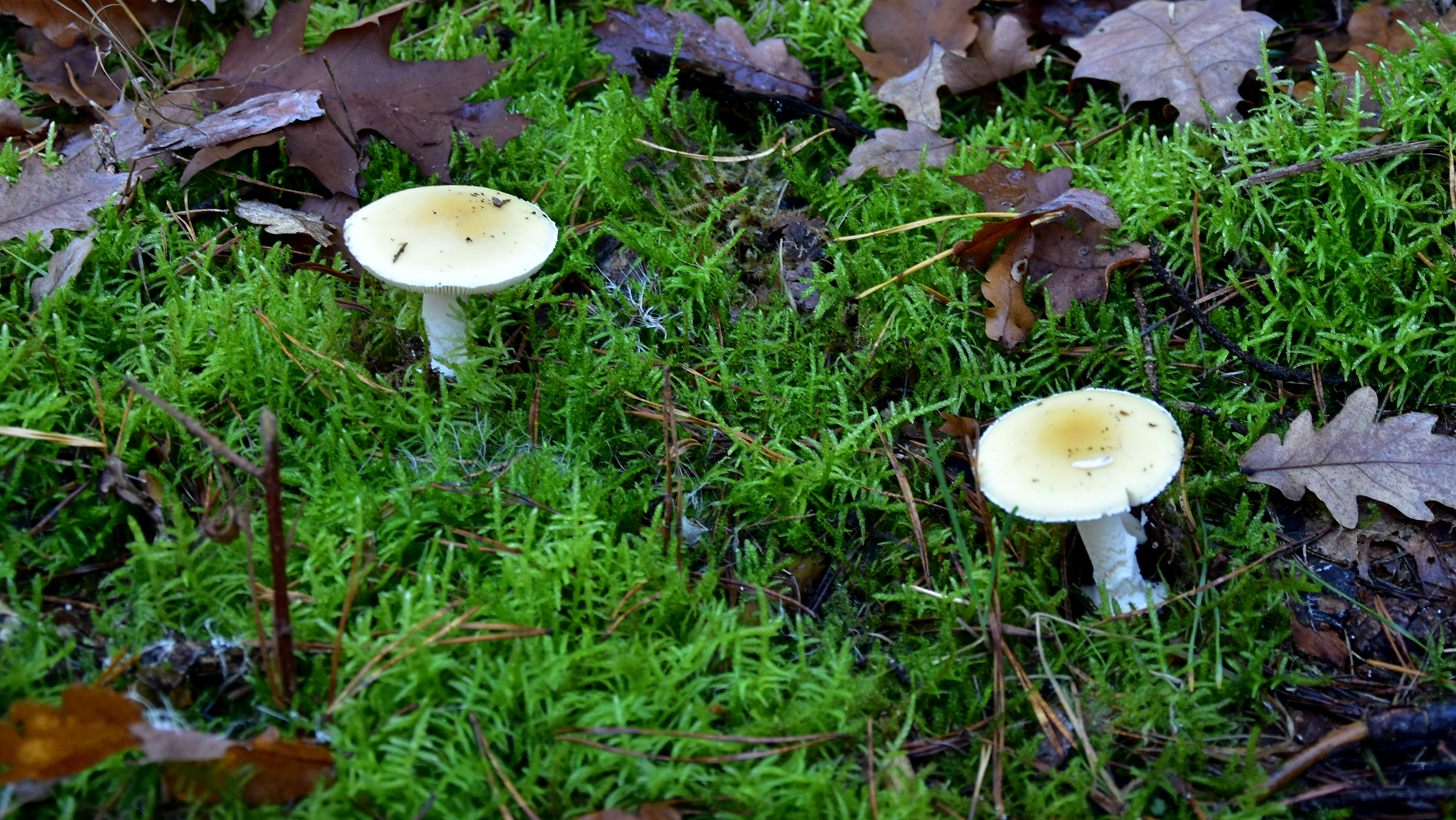
Narcisamanieten, een soort amaniet